# Stokely Carmichael
Stokely Carmichael (Port-of-Spain, 29 de juny de 1941 - Conakry, 15 de novembre de 1998) fou un activista polític negre trinitenc. Als Estats Units va ser un dels més destacats dirigents del moviment en defensa de la igualtat de drets civils de la població afroamericana. Va fundar les Panteres Negres.
El 1969 es va exiliar a la República de Guinea, juntament amb la seva dona, la cantant i activista Miriam Makeba. Es va convertir en assessor de Sékou Touré (1922-1984) i en alumne de Kwame Nkrumah (1909-1972), que havia estat president de Ghana, i va ser exiliat a Guinea, on Touré li va donar el càrrec de vicepresident honorari. Com a homenatge a ells, Carmichael es va canviar el nom i passà a dir-se Kwame Ture.